# Bruno III. (Isenburg-Braunsberg)

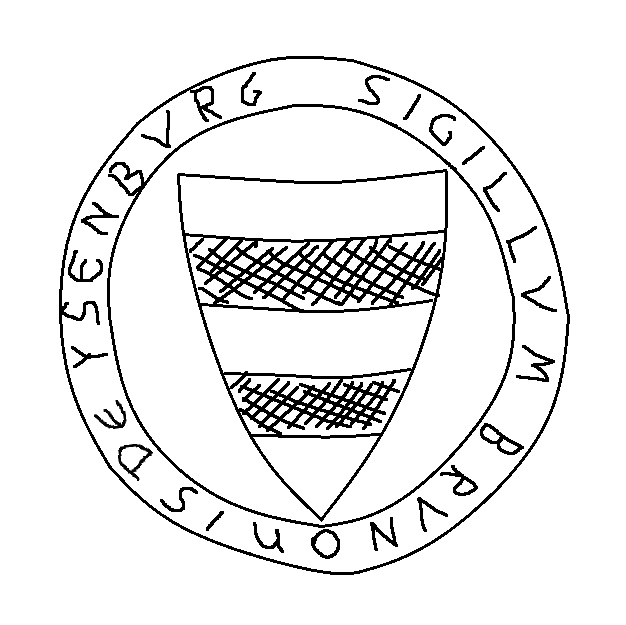
Siegel des Bruno III. von Braunsberg aus dem Jahr 1271

Bruno III. von Isenburg-Braunsberg, auch Bruno III. von Braunsberg (* um 1230; † um 1279) war von 1255 bis 1279 Herr von Braunsberg und zu einer Hälfte Besitzer der Grafschaft zu Wied. Er stammte aus dem Haus Isenburg und war Sohn des Begründers des zweiten Grafenhauses der Grafen von Wied, auch „Linie Wied-Braunsberg-Isenburg“ und später „Linie Wied-Isenburg“ bezeichnet, Bruno II. von Isenburg-Braunsberg.

## Leben und Wirken

### Herkunft
Bruno III. war der einzige Sohn des Grafen Bruno II. von Isenburg-Braunsberg († vor 1256) und einer Johanna. Bruno III. war Neffe von Dietrich „dem Älteren“ von Isenburg (urkundlich erwähnt zwischen 1218 und 1253). Bruno III. hatte eine Schwester namens Mechthild († um 1280), die später mit Gottfried III. von Eppstein († 1293) verheiratet war. Sie hatten fünf Kinder. Gottfrieds Großvater namens Gottfried I. († 1223) war mit Isalda von Wied, Großtante von Bruno III. verheiratet.

### Grafschaft Wied
In der Zeit von Bruno III. war die Grafschaft Wied zwischen den Herren von Braunsberg (Isenburg) und den Eppsteinern geteilt gewesen. Bruno III. erbte die Burg Hartenfels als Mitbesitzer mit den Eppsteinern und Heinrich von Isenburg. Im Jahr 1259 verloren die Isenburger und Eppsteiner allerdings die Burgherrschaft Hartenfels, wodurch das Übergewicht der Braunsberger stärker wurde. Die Braunsberger waren von vorneherein im Vorteil gegenüber den Eppsteiner Miterben durch ihre Burg Braunsberg, der Holzbachmulde um Dierdorf, Altwied und den Grundherrschaften Heddesdorf und Oberbieber sowie, gemeinsam mit der salentischen Linie Isenburgs, Niederbieber. Selbst als Bruno III. anschließend im Jahr 1278 die Burg Altwied Gottfried III. von Eppstein auf Lebzeit verkaufte, blieb das Übergewicht der Braunsberger bestehen. 1252 ging das Niederisenburgische Eigentum Heddesdorf an die Grafen von Isenburg-Braunsberg.
Ebenfalls im Jahr 1278 konnte die Frau von Bruno, Isalda von Heinsberg, die Kirche Niederbieber ganz an sich bringen. Zu dieser Zeit gelang es auch den Braunsbergern die salentinische Linie des Hauses Isenburg aus der Grundherrschaft Heddesdorf zu verdrängen. Brunos Ur-Enkel Wilhelm I. von Braunsberg vereinigte die Grafschaft Wied nach fast hundert Jahren, wodurch er das zweite wiedische Grafenhaus begründete.

## Familie
Bruno III. war in erster Ehe mit Sophie von Westerburg-Runkel (* um 1240; † 26. März 1266), Tochter von Siegfried III. Graf von Runkel, Herr von Westerburg und Dorothea von Leiningen verheiratet. Sie hatten ein Kind:
- Engelbert († vor 7. Juni 1306), Kanoniker in Köln (1297)[4] und Liege, starb unvermählt auf Burg Braunsberg

In zweiter Ehe war Bruno III. mit Isalda von Heinsberg († zwischen 1269 und 1327), Tochter von Heinrich I. von Heinsberg (* vor 1224; † 1259) und Agnes von Kleve-Heinsberg († 1267) verheiratet. Aus dieser Ehe ging ebenfalls ein Kind hervor:
- Johann I. (* um 1270; † 10. April 1327), 1279–1327 Herr von Isenburg-Braunsberg und zu einer Hälfte Besitzer der Grafschaft Wied, Herr von Isenburg, 1316 Ritter, ⚭ I) Agnes († 1314), Tochter von Salentin I. († nach 1297), 1275–1297 Graf von Nieder-Isenburg, ⚭ II) 1316 Margarethe von Wickradt